# Батшеба
О женщине — персонаже Библии см. Вирсавия
Батшеба (англ. Bathsheba) — главная рыбацкая деревня прихода Сент-Джозеф на восточном берегу Барбадоса. На 2012 год население составляет 1521 человек. 

## Достопримечательности
В деревне находится несколько церквей. Англиканская церковь святого Иосифа была построена на холме Хорс в 1640 году. В 1831 году она была разрушена ураганом и заново выстроена в 1839 году. В 1837 году рядом была построена маленькая часовня святого Иосифа, но она также была позднее разрушена оползнем. В 1904 году её восстановили и посвятили святому Айдену. 
Возле деревни также находится ботанический сад «Цветочный лес». На окраинах деревни находится экологически богатый дождевой лес площадью 340 000 м². Флора включает гигантские фикусы, моринды цитрусолистные, терминалии, сабали пальмовидные и махагони. 
На пляжах Батшибы ежегодно проводятся соревнования по сёрфингу.  